# Nikola Žigić
Nikola Žigić (cirill betűkkel: Никола Жигић, kiejtése: [nǐkola ʒǐːɡitɕ]; Topolya, 1980. szeptember 25. –) szerb válogatott labdarúgó, posztját tekintve csatár.
Topolya városában született Jugoszláviában, a mai Szerbia területén. Fiatalon kezdett futballozni a helyi Topolyai SC csapatánál. Három év alatt 76 bajnoki mérkőzés alatt 68 gólt szerzett az első csapatban. A katonai szolgálat miatt azonban távozni kényszerült. 2001-ben a másodosztályú Mornar Bar csapatához került. A Kolubara színeiben a harmadosztályban is szerepelt egy rövid ideig. 2006-ban a Crvena zvezda csapatánál vált profi labdarúgóvá. A 2003-as évet a szintén harmadosztályban szereplő Spartak Subotica csapatánál töltötte, azonban még ugyanebben az esztendőben bemutatkozhatott a Crvena zvezda csapatában. A szezont bajnoki- és gólkirályi címmel zárta, valamint ő lett az év jugoszláv játékosa. A 2005–06-os szezonban duplázni tudott a belgrádiakkal, begyűjtötte a bajnoki címet, valamint kupagyőztes lett. Ez volt az utolsó szezonja a Crvena zvezdánál, a három év alatt 109 meccsen hetvenszer talált az ellenfelek kapujába.
2006 augusztusában a spanyol Racing Santanderhez szerződött, ahol góljai is hozzájárultak ahhoz, hogy a csapat a spanyol első osztály középmezőnyében végzett. Ezután a szintén spanyol Valenciához igazolt, azonban itt nem tudott meghatározó játékossá válni. A 2008–09-es szezon második felét kölcsönben a Santandernél töltötte, amelynek szerelésében mindössze 19 mérkőzésen lépett pályára, ezeken 13 gólt szerzett. 2010-ben a Premier League-ben szereplő Birmingham City szerződtette. Első idényében megnyerte a ligakupát. Miután csapata kiesett a másodosztályba, és bár a pénzügyi nehézségekkel küzdő klub többször is csökkentett a fizetésén, négy évre szóló szerződését kitöltötte. Ezután néhány hónapra klub nélkül maradt, majd a 2014–15-ös szezon második felére visszatért a Birminghamhez.
Žigić 2004 márciusában debütált a Szerbia és Montenegró-i válogatottban, majd Szerbia és Montenegró 2006-os felbomlását követően 2011-ig Szerbia színeiben szerepelt. Hazája szerelésében 57 mérkőzésen 20 gólt szerzett.

## Pályafutása

### Klubcsapatokban

#### Korai évek
Fiatal korában csatlakozott a szülővárosában található Topolyai SC utánpótlásához, majd hét év után, az 1998–99-es idényben került fel az első csapat keretébe. Középhátvédként kezdte karrierjét, azonban hamar rájött, hogy inkább gólokat szeretne lőni, mint védekezni. Szülei nem akarták, hogy profi játékossá váljon, amíg be nem fejezi tanulmányait, így 2001-ig maradt Topolyán, ahol a három év alatt 76 mérkőzésen lépett pályára, ezeken 68 gólt jegyzett a jugoszláv bajnokság harmadik vonalában. A katonai szolgálat miatt egy évet a Mornar Bar csapatánál töltött, 23 meccsen 15 gólt szerzett a jugoszláv másodosztályban. A 2001–02-es idényben próbajátékon vett részt a Saint-Étienne és a Créteil-Lusitanos csapatánál, azonban végül egyik együttes sem szerződtette a játékost. A sikertelen franciaországi próbajáték után visszatért hazájába, ahol a harmadosztályú Kolubara csapatánál 8 mérkőzésen 3 gólt jegyzett.
2003 januárjában írta alá első profi szerződését a Crvena zvezda csapatával, az ország egyik legsikeresebb klubjával. Mivel még ezen a szinten nem tartották elég érettnek az első csapatban való szereplésre, a 2002–03-as szezon második felét kölcsönben a Spartak Suboticánál töltötte. A szabadkai egyesület szerelésében mindössze 11 mérkőzésen 14 gólt termelt.

#### Crvena zvezda
A csapathoz visszatérő vezetőedző, Slavoljub Muslin a 2003–04-es szezonra behívta az első keretbe, ahol már a bajnokság első fordulójában kezdőként kapott szerepet. Az első mérkőzés vereséggel zárult. Habár fizikai megjelenése azt sugallta, hogy a kosárlabda talán jobban illett volna hozzá, ő mégis a labdarúgást választotta. Csapata első gólját szerezte a Hajduk Kula ellen 2–0-ra megnyert találkozón. A moldáv Nistru Otaci elleni UEFA-kupa selejtező mérkőzésen mesterhármast szerzett, majd az első fordulóban három góllal járult hozzá a norvég Odense BK legyőzéséhez. Kétszer is betalált a Partizan elleni örökrangadón, az egyik gólt egy kosárlabdadobást imitálva ünnepelte. A szezon feléig 12 bajnoki gólt szerzett, az UEFA-kupában hatszor talált az ellenfelek kapujába. Remek teljesítménye miatt a 2003-as év jugoszláv labdarúgójává választották. Az idény végére 18 góllal a bajnokság gólkirálya lett, bajnok és kupagyőztes lett a belgrádi együttessel.
A játékos az új szezonban is folytatta a gólgyártást, csapattársával, Marko Pantelićcsel együtt. A Bajnokok Ligája selejtezőjében csapata gól- és emberhátrányban játszott a svájci Young Boys ellen, azonban Žigić az utolsó 12 percben kétszer is betalált, így döntetlenre mentette a mérkőzést idegenben. A házi góllövőlistán második helyen végzett, az előtte lévő Pantelić 21 gólt jegyzett. A Crvena zvezda második helyen végzett a bajnokságban, a városi rivális Partizan előzte meg őket. Az ő góljával jutottak be a kupadöntőbe, azonban a meccset kihagyni kényszerült, így csapata alulmaradt a tíz emberrel játszó Železnikkel szemben.
2005 szeptemberében egy évvel meghosszabbította a szerződését, amely a szezon végén járt volna le. Az UEFA-kupa selejtezőjében két góllal segítette csapatát, a Reuters tudósítója szerint „két góllal koronázta meg brilliáns egyéni teljesítményét”. A csoportkör harmadik fordulójában, az AS Roma ellen Milan Purović keresztlabdáját váltotta gólra. Első gólját még les miatt érvénytelenítették, azonban a második találata 25 méterről született, a 86. percben. A mérkőzés után így nyilatkozott: „Soha nem lőttem még ilyen gólt egész pályafutásom során. Le akartam passzolni a labdát, de nem volt előttem senki, így úgy döntöttem, hogy csak megyek, és meglátom, mi történik.” A győzelem után a Crvena zvezdának meg kellett volna nyernie az utolsó csoportmérkőzését, azonban ez nem sikerült.
Három éven belül másodszor választották meg az év jugoszláv játékosának. Emellett a Crvena zvezda legjobb férfi sportolójának is megválasztották abban az évben. Pantelić távozása a Hertha BSC csapatához azt eredményezte, hogy a gólok egyenletesebben oszlottak el a csatárok között. A bajnokságban Žigić és Boško Janković mindketten 12 góllal, Milan Purović eggyel kevesebbel járult hozzá a csapat 24. bajnoki aranyérméhez. A kupadöntőben a városi rivális OFK Beograd ellen fordították meg a mérkőzést, 2–0-s hátrányból álltak fel. Žigić egy szabadrúgás után a sorfal alatt a kapuba lőtt, majd Purović fejesgólját követően hosszabbításra került sor, ahol ismét az ő góljával kerültek előnybe. A 4–2-s végeredményt Dušan Basta állította be. A mérkőzés utáni interjúban nem volt hajlandó válaszolni a jövőjét firtató kérdésekre.

#### Racing Santander
A szezon elején még a Crvena zvezda csapatát erősítette, azonban 2006. augusztus 29-én négyéves szerződést kötött a spanyol első osztályban szereplő Racing Santanderrel. Az átigazolási díjat nem hozták nyilvánosságra, azonban valahol 4,5 és 7 millió euró között mozoghatott. A játékosért több kedvezőbb ajánlatot is elutasítottak, azonban ezek a szezon közben érkeztek, a klubra pedig nyomás nehezedett a bajnokság miatt. Ez azt jelentette, hogy nem volt valószínű, hogy megváltak volna egy meghatározó játékostól a szezon közepén. A csatár úgy érezte, hogy egy Racing szintű csapatnál nagyobb eséllyel kezdene a mérkőzéseken. Pedro Munitis társaként 11 góllal – köztük egy Athletic Club elleni mesterhármas –, négy gólpasszal, valamint öt kiharcolt büntetővel zárta a szezont. A páros hatékonysága miatt kapták a Dúo Sacapuntos becenevet. A következő szezon előtt Marcelino García Toral, a csapat edzője megjegyezte: „Mindannyian tudjuk, hány pontot gyűjtött a Racing, amikor Žigić és Munitis nem volt a pályán. Nélkülük a Racing nem szerzett volna pontokat.” Teljesítményének köszönhetően az év legjobb szerb labdarúgójának is megválasztották, valamint megkapta az év legjobb szerb játékosának járó Aranylabdát, amelyet a Szerb labdarúgó-szövetség oszt ki.

#### Valencia
A játékos 2007 augusztusában szerződött a spanyol Valencia csapatához. Az átigazolási összeget nem hozták nyilvánosságra, egyes felvetések szerint 15 milliót, 18 milliót, valamint 20 millió euró körüli összeget fizettek a játékjogáért cserébe. Ez az összeg valószínűleg tartalmazta a játékos bérét is. Számos másik csapattal is szóba hozták, a török Fenerbahçe olyan ajánlatot tett, ami mind a Racing, mind a játékos számára anyagilag kedvezőbb volt, azonban ő „Európa legjobb bajnokságában” akart maradni egy olyan országban, ahol már megszokta a nyelvet és a kultúrát. Érkezésekor bokasérüléssel bajlódott, – ami késleltette a beilleszkedését a csapat keretébe, ráadásul a Mundo Deportivo szerint ezzel aláásta az edzői stáb bizalmát – majd egy 2008-as Eb-selejtezőn kockáztatta a játékot, a sérülése így még inkább súlyosbodott. Emiatt októberig nem léphetett pályára a Valencia csapatában.

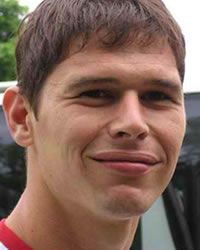
Žigić 2008-ban

Csereként debütált a második félidőben a Chelsea elleni Bajnokok Ligája-csoportmeccsen. Az Espanyol elleni bajnokin már kezdőként is szerepet kapott, de sem az őt szerződtető Quique Flores, sem pedig Ronald Koeman nem számolt kezdőként a játékossal. Az átigazolási időszak közeledtével Koeman egy hetet adott neki, hogy bizonyítson. A Valencia a december 19-i kupatalálkozón sem szerzett gólt. A harmadosztályú Real Unión ellen vereségre álltak, azonban az ő góljainak köszönhetően megfordították a mérkőzést. Három nappal később, a Real Zaragoza elleni bajnokin ismét betalált, csapata 2–0-s hátrányból mentette döntetlenre a találkozót. Kölcsön akarták adni az angol Portsmouth csapatának, azonban Koeman meggondolta magát a kölcsönt illetően. Azonban a szezonból hátralévő időben csak kilenc alkalommal léphetett pályára csapata szerelésében, ebből kétszer kezdőként.
A Premier League-be való távozással kapcsolatos találgatások nem vezettek eredményre. Žigić mindössze egy alkalommal lépett pályára a Valencia színeiben, egy UEFA-kupa találkozón. Azonban lehetőség nyílt arra, hogy korábbi csapatához, a Racing Santanderhez kerüljön kölcsönbe. Ez Luis Fernández visszavonulásától függött, hiszen a spanyol játékos térdében betegség alakult ki, és így felszabadult volna egy hely a spanyol klub első csapatában. Az LFP orvosi bizottsága úgy döntött, hogy állapota még nem egyértelműen a pályafutása végét jelenti, emiatt a megállapodást a 2009. januári átigazolási időszakig el kellett halasztani. Az ezt követő időszakban négy mérkőzésen lépett pályára a Valencia szerelésében, háromszor talált be az ellenfelek kapujába.
A kölcsön életbelépésével a játékos visszatért a Racing csapatához. A csapatnak állnia kellett a bérét, valamint a Mario Regueiro eladásából származó tartozást. Vételi opció nem állt rendelkezésre. Bemutatkozó mérkőzésén ő szerezte a Valladolid ellen a győztes gólt. Két hét elteltével ismét betalált a Getafe elleni bajnokin, majd a Sevilla elleni idegenbeli 2–0-s siker alkalmával is gólt szerzett. A csapat házi gólkirálya lett az idényben, 19 meccsen elért 13 bajnoki góljával.
A szezon végéhez közeledve olyan csapatokkal hozták szóba, mint a Sunderland, a Monaco, valamint a Bordeaux, azonban a játékos a Valenciával szeretett volna sikeres lenni. A 2009–10-es szezon során 26 alkalommal lépett pályára csapata szerelésében minden sorozatot figyelembe véve, azonban csak öt alkalommal kezdett. A Racing elleni októberi mérkőzésen beállása után négy perccel győztes gólt szerzett; a volt klubja iránti tiszteletből nem ünnepelt. 2010. január 2-án az Espanyol ellen szerzett fejesgóljának köszönhetően a Valencia a harmadik helyre lépett fel a spanyol bajnokság tabelláján. A spanyol kupában duplájának köszönhetően a félidőben 2–0-ra vezettek a Deportivo La Coruña ellen, azonban végül tizenegyespárbaj után alulmaradtak. Az Európa-liga negyeddöntőjének visszavágóján az Atlético Madrid védője olyan erővel rántotta a földre Žigićet, hogy a szerb játékosnak elszakadt a meze. Az Atlético idegenben lőtt több gól miatt jutott tovább a párharcban, majd végül meg is nyerte a kupasorozatot. Az Espanyol elleni bajnokin az ő duplájának köszönhetően nyertek 2–0-ra, ezzel bebiztosították a jövő évi Bajnokok Ligája-szereplést.

#### Birmingham City

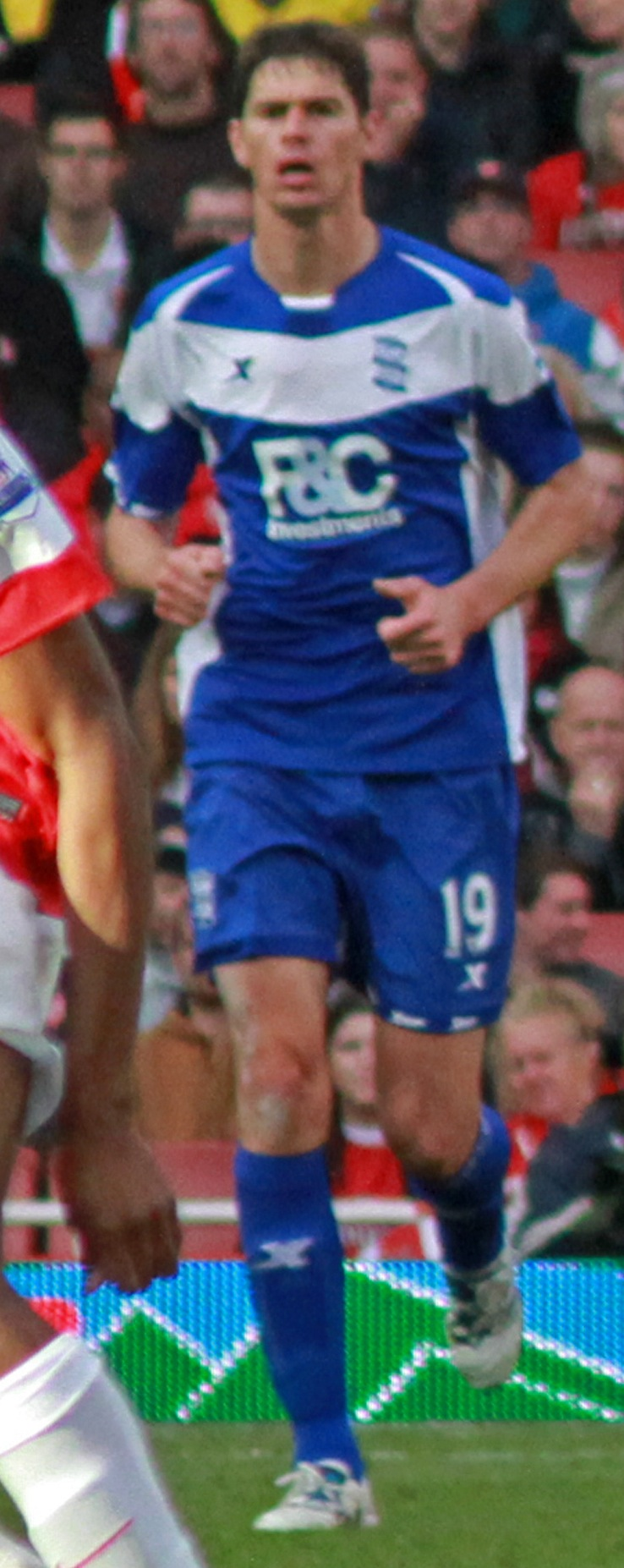
Žigić 2010-ben, az Arsenal elleni ligakupa-döntőn

2010. május 25-én négyéves szerződést írt alá a Premier League-ben szereplő Birmingham City csapatával, 6 millió euró körüli összegért. A szezon nyitónapján debütált a Sunderland ellen, Garry O’Connort váltotta az 58. percben. A Birmingham 2–0-s hátrányból mentette döntetlenre a meccset. Első találatát a klub színeiben szeptember 21-én szerezte, a Milton Keynes Dons elleni ligakupa-találkozón. Az első Premier League-gólját az Arsenal ellen szerezte, bár csapata 2–1-re elvesztette a találkozót.
A helyi rivális Aston Villa elleni ligakupa negyeddöntőn éppen a lecserélésére készültek, amikor egy késői gólt szerzett, amellyel bebiztosította a győzelmet. A döntőben az Arsenal ellen egy fejessel nyitotta meg a gólok sorát, majd egy perccel a rendes játékidő letelte előtt szabadrúgást végezhetett el, a labda éppen a csapattársa elé került, aki a hálóba lőtte azt. A vezetőedzőből lett kommentátor, David Pleat azt írta:  „a birminghamiek fantasztikus csapatmunkával és Žigić erősségeinek remek kihasználásával érdemelték ki a győzelmet.” Ezután a csípő- és ágyéksérülései miatt csak két alkalommal lépett pályára az idényben, csereként. Hiánya megfosztotta a csapatot attól a játékstílustól, amit a Birmingham Mail riportere a „leghatékonyabbnak” nevezett.
Annak ellenére, hogy ügynöke, Milan Ćalasan ragaszkodott hozzá, hogy a játékos nem fog alacsonyabb osztályokban szerepelni, ő a klubnál maradt. A szezon végén ágyékműtéten esett át, majd szeptemberben folytatta birminghami pályafutását. A Birmingham Mailnek úgy nyilatkozott, hogy szívesen maradna, szerinte egy esetleges távozás attól függ, hogy az egyre nagyobb anyagi nehézségekkel küzdő klub el akarja-e adni. Első bajnoki góljával csapata 1–0-s sikert aratott a Leeds United ellen. A Braga elleni Európa-liga meccsen kihagyott egy büntetőt, így a portugál csapat 1–0 arányban győzött. Így a Birmingham egy ponttal lemaradt a második, egyenes kieséses szakaszt érő helyezéstől. A Leeds elleni idegenbeli mérkőzésen csapata mind a négy gólját ő szerezte, az együttes 4–1-re diadalmaskodott. A szezont 12 góllal zárta, tizenegyet a bajnokságban, egyet a bajnokság rájátszásában szerzett.
A 2012–13-as szezon előtt közel állt ahhoz, hogy visszatérjen Spanyolországba, az RCD Mallorca csapatához. A Birmingham hajlandó lett volna ingyen eladni, hogy csökkentse a csapat bérköltségét. Azonban az üzlet meghiúsult, hiszen nem tudtak megegyezni a játékos fizetéséről, így végül maradt a klubnál. Nyár elején azt nyilatkozta, hogy ki akarja tölteni a szerződéséből hátralévő két évet. Az idényt a kispadon kezdte a Charlton Athletic ellen, a 85. percben állt be csereként, a 94. percben csapata egyenlítő gólját szerezte. Az új vezetőedző, Lee Clark inkább csereként játszatta, mivel ő Peter Løvenkrandsot vagy Leroy Litát preferálta. A januári átigazolási időszak előestéjén Peter Pannu vezérigazgató megerősítette, hogy játékoseladásokra van szükség az adminisztrációs problémák elhárításához. Habár a klub akár 6 millió fontot is tudott volna szerezni Jack Butland eladásából, Žigić 50 000 fontos bére több volt, mint amit a klub megengedhetett magának. Később kiderült, hogy jelentős béremelésekben állapodtak meg a játékossal.
Végül nem távozott, februárban azonban a csapat vezetőedzője nyilvánosan kritizálta, így nyilatkozott: „talán a legrosszabb felkészülést produkálta a profi labdarúgók közül, akikkel valaha találkoztam.” Ezt annak ellenére mondta, hogy tudta, kezdeni fog a Watford elleni meccsen. Addig hat bajnoki gólt szerzett, kétszer pedig kiállították. Clark később azt nyilatkozta, Žigić a Watford ellen nem lesz bevethető, azonban az „ő kezében van”, hogy megfelelően felkészül-e a három nap múlva esedékes Sheffield Wednesday elleni találkozóra. Azt a mérkőzést végigjátszotta, majd az összes későbbi meccsen is kezdőként kapott lehetőséget. Végül kilenc bajnoki góllal zárta az idényt, a házi góllövőlistán második lett Marlon King mögött.
A 2013–14-es szezon első heteit hátproblémai miatt kihagyni kényszerült, ezután azonban stabilan teljesített az idényben. Meghatározó szerepet töltött be egy fiatalos és tapasztalatlan csapatban, amelyben számos kölcsönjátékos szerepelt. Ebben a szezonban a kiesés ellen küzdöttek, a bentmaradáshoz egy Bolton Wanderers elleni döntetlen is elég volt az utolsó hetekben. Tizenkét perccel a vége előtt kétgólos hátrányban voltak, azonban Žigićnek is köszönhetően végül megőrizték másodosztályú státuszukat. A Birmingham a hírek szerint „csendben bízott” abban, hogy a játékos marad még egy évig, jóval kevesebb fizetésért. Ez azért volt fontos, mert így kérvényezhette volna a brit állampolgárságot, amihez ötéves tartózkodás szükséges az országban. Ő volt a ligakupa-győztes egyesület utolsó csapatnál maradt tagja.
Távozása után klub nélkül maradt, 2014 novemberében ismét a Birminghammel kezdett edzeni. 2014. december 4-én aláírt a csapathoz. December 13-án debütált a Reading elleni hazai Championship-mérkőzésen, ekkor már a birminghami egyesület 6–1-re vezetett. Ritkán kapott szerepet – a bajnokságban kilencszer csereként, a kupában kétszer –, majd a klub megerősítette, hogy szerződése lejártával távozik a csapattól.
2016-ban sajtóértesülések szerint a spanyol negyedosztályú CF Torre Levante csapatánál edzett, azonban végül nem tért vissza a labdarúgáshoz.

### A válogatottban
Ilija Petković edzősége alatt, 2004. március 31-én mutatkozott be a Szerbia és Montenegró-i válogatott szerelésében a Norvégia elleni barátságos mérkőzésen. Következő pályára lépésére és első kezdő tizenegyben szereplésére 14 hónapot kellett várni; az Olaszország elleni meccsen gólt szerzett, egyszer pedig a kapufát is eltalálta.
Egy újabb barátságos találkozón, Lengyelország ellen ismét gólt lőtt, ezután pedig rendszeres kezdőjátékossá vált a válogatottban. 2005 szeptemberében, a spanyolok elleni sorsdöntő világbajnoki selejtezőn vált nemzetközileg is elismertté. Egy gyenge első félidő után – Petković szerint szerencsések voltak, hogy csak egy gólt kaptak – Žigićet előrevezényelték, majd taktikát váltottak, miszerint „az ellenfél védelmének a közepére állították, és hosszú, magas labdákat játszottak neki”. Ez meglepően sikeresnek bizonyult. Az 1–1-s eredmény jót jelentett a Szerbia és Montenegró-i csapat számára, hiszen így az első helyen maradt. A Bosznia-Hercegovina elleni meccsen az ő passza után lőtt győztes gólt Mateja Kežman.
A 2006-os világbajnokságon csak az utolsó, Elefántcsontpart elleni meccsen lépett pályára, ekkor azonban már biztos volt, hogy Szerbia és Montenegró búcsúzik. Az első félidő elején Stanković hosszú labdájából szerzett gólt, – ez volt Szerbia és Montenegró első gólja a tornán – azonban végül 3–2-re alulmaradtak.
Az új szövetségi kapitány, Javier Clemente irányítása alatt vált meghatározó játékossá. Első gólját egy Azerbajdzsán elleni Eb-selejtezőn lőtte, amely egyben Szerbia első önálló országként szerzett gólja volt. A 2007. márciusi, Kazahsztánban elszenvedett vereség során gólt szerzett, emellett kihagyott két nagy lehetőséget. Ezután a szintén kazakok elleni mérkőzésről, a portugálok majd a finnek elleni meccsről is lemaradt arcsérülése miatt. A mérkőzések során hétszer talált az ellenfelek kapujába, de Szerbia így sem jutott ki az Eb-re.
Radomir Antić irányítása alatt stabil kezdő volt a 2010-es vb-selejtezők során. Három góllal járult hozzá ahhoz, hogy Szerbia először kvalifikálta magát egy nagy tornára. A világbajnokság előtt pozitívan nyilatkozott a 2006 óta tartó fejlődéséről: „Úgy mentem Németországba, mint egy játékos, akinek nem volt hírneve vagy valódi tapasztalata, amiről beszélhetnénk. Taktikailag sokat fejlődtem, és sokkal jobb állapotban vagyok, mind fizikailag, mind pszichésen. Ez az én világbajnokságom, úgy gondolom, hogy főszerepet játszhatok, és meg akarom mutatni, hogy olyan játékos vagyok, aki képes erre a nagy meccseken.” Miután csapata a csoport nyitómérkőzésén kikapott Ghánától, Szerbia Németország ellen lépett pályára. Miroslav Klose első félidőben történt kiállítása után két perccel lefejelt egy keresztlabdát, amit Milan Jovanović a hálóba juttatott. A szerb csapat 1–0-ra győzedelmeskedett. Ausztrália ellen azonban ismét vereséget szenvedtek, így biztossá vált, hogy az utolsó helyen végeznek a csoportjukban.
2010 második felében öt mérkőzésen lépett pályára, ezeken négy gólt szerzett, így átlépte a húsz gólos határt. Az olaszországi Eb-selejtezőn a mérkőzést félbeszakították, majd a házigazdáknak ítélték 3–0 arányban. Miután Szerbia nem kvalifikálta magát a tornára, Stanković és Nemanja Vidić lemondta a válogatottságot, így ő lett a csapatkapitány. Két alkalommal viselhette a csapatkapitányi karszalagot, a Mexikó és Honduras elleni barátságos mérkőzésen. Utóbbi volt utolsó mérkőzése a válogatottban.
2019-ben a szerb labdarúgó-válogatott másodedzője lett, végül azonban nem irányíthatta a csapatot egy mérkőzésen sem, így 2021 márciusában távozott.

## Játékstílusa
Rendkívüli magassága miatt jó a légi párbajokban. Veszélyes rögzített szituációkból, sok fejesgólt szerez, valamint remekül kezeli le a labdát csapattársainak. A Crvena zvezda csapatához való csatlakozása után a vezetőedző 4–3–3-as felállásban játszatta a csapatot, ez a játékosnak ideális volt erősségei kihasználására. Fizikai jelenlétével igyekezett megzavarni az ellenfél védelmét. Josep Guardiola 2009-ben azt nyilatkozta, hogy Žigić ellen nem könnyű védekezni, „szinte megállíthatatlan” a levegőben, de szerinte a legjobb módszer ellene az lenne, ha minél távolabb tartanák őt a büntetőterülettől. 2010-ben Radovan Ćurčić, a szerb válogatott akkori segédedzője úgy jellemezte, mint a „a légi játék királyát”. Szerinte megvan a térérzéke, valamint labda nélkül is jól mozog. Fejesekkel segíti csapattársait, gólszerzési lehetőségeket is ki tud alakítani.
A Racing csapatánál való bemutatkozása is azt példázta, hogy előszeretettel játszik egy alacsonyabb, gyorsabb csatár társaként. Magassága ellenére mozgékony csatár volt, aki képes volt a kapunak háttal játszani, valamint híres volt a légi párbajainak megnyeréséről. Javier Miñano, a Racing edzője meglepődött, szerinte jól koordinált, olyannyira, hogy nem tűnik olyan magasnak, amikor edzésen látja.
Jobban szereti a levegőben átvenni a labdát, mert így mindig meg tudja verni a kisebb játékosokat, ellentétben a földdel, mert ott kihasználhatják gyorsaságukat. David Pleat szerint a Birmingham 2011-es ligakupa-győzelmének egyik legfontosabb tényezője volt, hogy azt mondták neki, hogy „tegye azt, amihez a legjobban ért.” Mindemellett technikailag is kompetens játékos, gólokat lő, valamint gólpasszokat is ad. A Mundo Deportivo egy 2009-es cikkében úgy jellemezte a csatárt, mint azon kevés magas játékosok egyikét, akiknek jó a labdaérzéke. A német válogatott védő, Per Mertesacker szerint technikailag jó, taktikailag pedig nagyon okos játékos.

## Magánélete
Žigić az egykori Jugoszláviában, a mai Szerbia területén született, Topolya városában. Szülei közül mindketten sportoltak: apja, Jovan labdarúgó; anyja, Milica kosárlabdázó volt. Középiskolai tanulmányait egy topolyai gépipari iskolában végezte. Öccse, a nála tizenöt hónappal fiatalabb Branko szintén profi labdarúgó volt, olyan csapatokban is játszott, mint a Cement Beočin, vagy a Proleter Novi Sad. Az 1999-ben, a délszláv háború miatt szülővárosát a NATO erők bombázták, a konfliktus ezen szakaszán áram és ivóvíz nélkül maradtak.
Felesége Sanja, három gyerekük született, két lány és egy fiú. 2018-ban Valencia környékén éltek, ő pedig ügynöke vállalkozásában segédkezett.

## Statisztika

### Klubcsapatokban
| Klub                          | Szezon           | Bajnokság                             | Bajnokság | Bajnokság | Kupa  | Kupa  | Ligakupa | Ligakupa | Egyéb | Egyéb | Összesen | Összesen |
| Klub                          | Szezon           | Liga                                  | Mérk.     | Gólok     | Mérk. | Gólok | Mérk.    | Gólok    | Mérk. | Gólok | Mérk.    | Gólok    |
| ----------------------------- | ---------------- | ------------------------------------- | --------- | --------- | ----- | ----- | -------- | -------- | ----- | ----- | -------- | -------- |
| Topolyai SC                   | 1998–99          | Szerbia és Montenegró-i harmadosztály | 14        | 8         | –     | –     | —        | —        | —     | —     | 14       | 8        |
| Topolyai SC                   | 1999–2000        | Szerbia és Montenegró-i harmadosztály | 28        | 28        | –     | –     | —        | —        | —     | —     | 28       | 28       |
| Topolyai SC                   | 2000–01          | Szerbia és Montenegró-i harmadosztály | 30        | 30        | –     | –     | —        | —        | —     | —     | 30       | 30       |
| Topolyai SC                   | 2001–02          | Szerbia és Montenegró-i harmadosztály | 4         | 2         | –     | –     | —        | —        | —     | —     | 4        | 2        |
| Topolyai SC                   | Összesen         | Összesen                              | 76        | 68        | –     | –     | —        | —        | —     | —     | 76       | 68       |
| Mornar                        | 2001–02          | Jugoszláv másodosztály                | 23        | 15        | –     | –     | —        | —        | —     | —     | 23       | 15       |
| Kolubara                      | 2002–03          | Jugoszláv másodosztály                | 8         | 3         | –     | –     | —        | —        | —     | —     | 8        | 3        |
| Spartak Subotica              | 2002–03          | Szerbia és Montenegró-i harmadosztály | 11        | 14        | –     | –     | —        | —        | —     | —     | 11       | 14       |
| Crvena zvezda                 | 2003–04          | Szerbia és Montenegró-i első osztály  | 28        | 18        | 3     | 2     | —        | —        | 5     | 6     | 36       | 26       |
| Crvena zvezda                 | 2004–05          | Szerbia és Montenegró-i első osztály  | 25        | 15        | 3     | 2     | —        | —        | 5     | 3     | 33       | 20       |
| Crvena zvezda                 | 2005–06          | Szerbia és Montenegró-i első osztály  | 23        | 12        | 3     | 2     | —        | —        | 7     | 6     | 33       | 20       |
| Crvena zvezda                 | 2006–07          | Szerb Szuperliga                      | 3         | 2         | 0     | 0     | —        | —        | 4     | 2     | 7        | 4        |
| Crvena zvezda                 | Összesen         | Összesen                              | 79        | 47        | 9     | 6     | —        | —        | 21    | 17    | 109      | 70       |
| Racing Santander              | 2006–07          | La Liga                               | 32        | 11        | 1     | 0     | —        | —        | —     | —     | 33       | 11       |
| Valencia                      | 2007–08          | La Liga                               | 15        | 1         | 3     | 4     | —        | —        | 3     | 0     | 21       | 5        |
| Valencia                      | 2008–09          | La Liga                               | 0         | 0         | 2     | 1     | —        | —        | 3     | 2     | 5        | 3        |
| Valencia                      | 2009–10          | La Liga                               | 13        | 4         | 4     | 3     | —        | —        | 9     | 2     | 26       | 9        |
| Valencia                      | Összesen         | Összesen                              | 28        | 5         | 9     | 8     | —        | —        | 15    | 4     | 52       | 17       |
| Racing Santander (kölcsönben) | 2008–09          | La Liga                               | 19        | 13        | —     | —     | —        | —        | —     | —     | 19       | 13       |
| Birmingham City               | 2010–11          | Premier League                        | 25        | 5         | 2     | 0     | 7        | 3        | —     | —     | 34       | 8        |
| Birmingham City               | 2011–12          | Championship                          | 35        | 11        | 1     | 0     | 1        | 0        | 6     | 1     | 43       | 12       |
| Birmingham City               | 2012–13          | Championship                          | 35        | 9         | 1     | 0     | 0        | 0        | —     | —     | 36       | 9        |
| Birmingham City               | 2013–14          | Championship                          | 33        | 7         | 1     | 0     | 1        | 0        | —     | —     | 35       | 7        |
| Birmingham City               | 2014–15          | Championship                          | 9         | 0         | 2     | 0     | —        | —        | —     | —     | 11       | 0        |
| Birmingham City               | Összesen         | Összesen                              | 137       | 32        | 7     | 0     | 9        | 3        | 6     | 1     | 159      | 36       |
| Karrier összesen              | Karrier összesen | Karrier összesen                      | 413       | 208       | 26    | 14    | 9        | 3        | 42    | 22    | 490      | 247      |

### A válogatottban
| Válogatott            | Év       | Mérk. | Gólok |
| --------------------- | -------- | ----- | ----- |
| Szerbia és Montenegró | 2004     | 1     | 0     |
| Szerbia és Montenegró | 2005     | 9     | 3     |
| Szerbia és Montenegró | 2006     | 3     | 1     |
| Szerbia               | 2006     | 6     | 3     |
| Szerbia               | 2007     | 7     | 4     |
| Szerbia               | 2008     | 7     | 2     |
| Szerbia               | 2009     | 8     | 3     |
| Szerbia               | 2010     | 12    | 4     |
| Szerbia               | 2011     | 4     | 0     |
| Összesen              | Összesen | 57    | 20    |

#### Góljai a válogatottban
| #   | Dátum                | Helyszín                                         | Ellenfél         | Gól | Eredmény | Verseny              |
| --- | -------------------- | ------------------------------------------------ | ---------------- | --- | -------- | -------------------- |
| 1.  | 2005. június 8.      | Rogers Centre, Toronto, Kanada                   | Olaszország      | 1–0 | 1–1      | Barátságos mérkőzés  |
| 2.  | 2005. augusztus 15.  | Valerij Lobanovszkij Stadion, Kijev, Ukrajna     | Lengyelország    | 1–0 | 2–3      | Barátságos mérkőzés  |
| 3.  | 2005. november 13.   | Nanking Olimpiai Sportközpont, Nanking, Kína     | Kína             | 2–0 | 2–0      | Barátságos mérkőzés  |
| 4.  | 2006. június 21.     | Allianz Arena, München, Németország              | Elefántcsontpart | 1–0 | 2–3      | 2006-os vb           |
| 5.  | 2006. szeptember 2.  | Rajko Mitić Stadion, Belgrád, Szerbia            | Azerbajdzsán     | 1–0 | 1–0      | 2008-as Eb-selejtező |
| 6.  | 2006. október 7.     | Rajko Mitić Stadion, Belgrád, Szerbia            | Belgium          | 1–0 | 1–0      | 2008-as Eb-selejtező |
| 7.  | 2006. október 11.    | Rajko Mitić Stadion, Belgrád, Szerbia            | Örményország     | 3–0 | 3–0      | 2008-as Eb-selejtező |
| 8.  | 2007. március 24.    | Központi stadion, Almati, Kazahsztán             | Kazahsztán       | 1–2 | 1–2      | 2008-as Eb-selejtező |
| 9.  | 2007. október 17.    | Tofik Bahramov Stadion, Baku, Azerbajdzsán       | Azerbajdzsán     | 2–0 | 6–1      | 2008-as Eb-selejtező |
| 10. | 2007. október 17.    | Tofik Bahramov Stadion, Baku, Azerbajdzsán       | Azerbajdzsán     | 4–1 | 6–1      | 2008-as Eb-selejtező |
| 11. | 2007. november 21.   | Rajko Mitić Stadion, Belgrád, Szerbia            | Lengyelország    | 1–0 | 2–2      | 2008-as Eb-selejtező |
| 12. | 2008. szeptember 6.  | Rajko Mitić Stadion, Belgrád, Szerbia            | Feröer           | 2–0 | 2–0      | 2010-es vb-selejtező |
| 13. | 2008. október 11.    | Rajko Mitić Stadion, Belgrád, Szerbia            | Litvánia         | 3–0 | 3–0      | 2010-es vb-selejtező |
| 14. | 2009. április 1.     | Partizan Stadion, Belgrád, Szerbia               | Svédország       | 1–0 | 2–0      | Barátságos mérkőzés  |
| 15. | 2009. október 10.    | Rajko Mitić Stadion, Belgrád, Szerbia            | Románia          | 1–0 | 5–0      | 2010-es vb-selejtező |
| 16. | 2009. november 18.   | Craven Cottage, London, Anglia                   | Dél-Korea        | 1–0 | 1–0      | Barátságos mérkőzés  |
| 17. | 2010. szeptember 3.  | Tórsvøllur Stadion, Tórshavn, Feröer             | Feröer           | 3–0 | 3–0      | 2012-es Eb-selejtező |
| 18. | 2010. szeptember 10. | Rajko Mitić Stadion, Belgrád, Szerbia            | Szlovénia        | 1–1 | 1–1      | 2012-es Eb-selejtező |
| 19. | 2010. október 8.     | Partizan Stadion, Belgrád, Szerbia               | Észtország       | 1–0 | 1–3      | 2012-es Eb-selejtező |
| 20. | 2010. november 17.   | Vaszil Levszki Nemzeti Stadion, Szófia, Bulgária | Bulgária         | 1–0 | 1–0      | Barátságos mérkőzés  |

## Sikerei, díjai

### Klubcsapatokban
Crvena zvezda
- Szerbia és Montenegró-i bajnok (2×): 2003–04, 2005–06
- Szerbia és Montenegró-i kupagyőztes (1×): 2003–04, 2005–06

 Valencia CF
- Spanyol kupagyőztes (1×): 2007–08

 Birmingham City
- Angol ligakupa-győztes (1×): 2010–11

### Egyéni
- A Szerbia és Montenegró-i bajnokság gólkirálya: 2003–04[1]
- Az év jugoszláv labdarúgója: 2003[3]
- Az év szerb labdarúgója: 2007
- A Večernje novosti szavazásán:
  - Az év hazai játékosa: 2003, 2005
  - Az év külföldi játékosa: 2006
- Az év férfi sportolója a Crvena zvezda csapatánál: 2005[32]

## Fordítás
Ez a szócikk részben vagy egészben  a   Nikola Žigić című angol Wikipédia-szócikk ezen változatának fordításán alapul.  Az eredeti cikk szerkesztőit annak laptörténete sorolja fel. Ez a jelzés csupán a megfogalmazás eredetét és a szerzői jogokat jelzi, nem szolgál a cikkben szereplő információk forrásmegjelöléseként.